# Meriel Talbot
Meriel Lucy Talbot (16 juin 1866 - 15 décembre 1956) est une fonctionnaire britannique et une travailleuse sociale. Pendant la Première Guerre mondiale, elle organise la Women's Land Army et édite leur magazine The Landswoman.

## Biographie
Talbot est née à Westminster, fille de l'homme politique John Gilbert Talbot et de sa femme, Meriel Sarah, fille de George Lyttelton (4e baron Lyttelton). Elle fait ses études au lycée de Kensington .
Au cours des années 1880 et 1890, Meriel Talbot participe au mouvement de colonisation. Elle est secrétaire, conjointement avec Idina Brassey, du Bethnal Green Ladies' Committee en 1889, présidé par sa mère . En 1891, elle combine le travail au Women's University Settlement (WUS) pour le Children's Country Holiday Fund, le poste de secrétaire de la Ladies' Branch d'Oxford House (à nouveau présidée par sa mère) et une formation en travail social à la WUS concernant l'Association métropolitaine d'amitié avec les jeunes. Elle prend également en charge une partie du travail de gestion de la maison qui est dévolu à Margaret Sewell, la nouvelle directrice de WUS . En 1897, toujours avec Idina Brassey, elle est co-secrétaire de la nouvelle West End Association .
De 1901 à 1916, elle est secrétaire de la Victoria League et, à ce titre, voyage beaucoup dans tout l'Empire britannique.
En 1915, elle siège au comité consultatif officiel pour le rapatriement des étrangers ennemis. L'année suivante, elle est nommée première femme inspectrice au Conseil de l'agriculture et de la pêche et, en 1917, elle devient directrice de la branche des femmes du Conseil, chargée du recrutement et de la coordination de la Women's Land Army. L'armée de terre compte 23 000 recrues à la fin de la guerre et il y a un magazine mensuel nommé The Landswoman que Talbot dirige .
Talbot reste au nouveau ministère de l'Agriculture après la Première Guerre mondiale et est nommé conseiller sur l'emploi des femmes en 1920.
Elle prend sa retraite en 1921, mais continue à effectuer des travaux publics, en tant qu'officier de renseignement pour le Département des colonies d'outre-mer et dans un certain nombre de comités officiels, dont la Commission royale sur les pouvoirs et la procédure de la police en 1929. Dans les années 1930, elle devient présidente du BBC Central Appeals Advisory Committee. De 1935 à 1951, elle est présidente du London Council for the Welfare of Women and Girls .
Pour son travail au sein du Board of Agriculture, elle est nommée Officier de l'Ordre de l'Empire britannique (OBE) dans la première liste de l'Ordre en 1917, et promue Commandeur (CBE) en 1918 et Dame Commander (DBE) en 1920 dans les honneurs civils de guerre.